# Hải Tân (phường)
Hải Tân là một phường thuộc thành phố Hải Dương, tỉnh Hải Dương, Việt Nam.

## Địa lý
Phường Hải Tân nằm ở phía đông nam thành phố Hải Dương, có vị trí địa lý:
- Phía đông giáp phường Nam Đồng và xã Tiền Tiến với ranh giới là sông Thái Bình
- Phía tây giáp phường Tân Bình và phường Thạch Khôi
- Phía nam giáp phường Tân Hưng và xã Ngọc Sơn
- Phía bắc giáp các phường Lê Thanh Nghị, Ngọc Châu, Trần Phú.

Phường Hải Tân có diện tích 4,11 km², dân số năm 2018 là 30.916 người, mật độ dân số đạt 7.522 người/km².

## Lịch sử
Trước đây, Hải Tân là một xã thuộc thị xã Hải Dương, được thành lập vào ngày 11 tháng 3 năm 1974, gồm các thôn Phúc Duyên, Bảo Tháp và Bá Liễu.
Ngày 28 tháng 10 năm 1996, Chính phủ ban hành Nghị định số 64-CP. Theo đó, thành lập phường Hải Tân trên cơ sở toàn bộ 254 ha diện tích tự nhiên và 6.603 người của xã Hải Tân.
Ngày 6 tháng 8 năm 1997, phường Hải Tân thuộc thành phố Hải Dương mới thành lập.
Ngày 19 tháng 3 năm 2008, Chính phủ ban hành Nghị định số 30/2008/NĐ-CP. Theo đó, điều chỉnh 63,92 ha diện tích tự nhiên và 1.000 người của thôn Ngọc Lặc, xã Ngọc Sơn thuộc huyện Tứ Kỳ về phường Hải Tân quản lý.
Sau khi điều chỉnh địa giới hành chính, phường Hải Tân có 333,38 ha diện tích tự nhiên và 12.748 người.
Ngày 16 tháng 10 năm 2019, Ủy ban Thường vụ Quốc hội ban hành Nghị quyết số 788/NQ-UBTVQH14 về việc sắp xếp các đơn vị hành chính cấp huyện, cấp xã thuộc tỉnh Hải Dương (nghị quyết có hiệu lực từ ngày 1 tháng 12 năm 2019). Theo đó:
- Điều chỉnh 116,82 ha diện tích tự nhiên của phường Ngọc Châu; 0,2 ha diện tích tự nhiên của xã Tân Hưng về phường Hải Tân
- Điều chỉnh 19,75 ha diện tích tự nhiên và 54 người của phường Hải Tân về phường Trần Phú
- Điều chỉnh 26,19 ha diện tích tự nhiên và 267 người của phường Hải Tân về phường Lê Thanh Nghị
- Điều chỉnh 5,13 ha diện tích tự nhiên của phường Hải Tân về xã Tân Hưng.

Sau khi điều chỉnh địa giới hành chính, phường Hải Tân có 411,52 ha diện tích tự nhiên và 30.916 người.